# 469 f.Kr.

## Händelser

### Efter plats

#### Grekland
- Ön Naxos önskar frigöra sig från det attiska sjöförbundet, men belägras av Aten, som tvingar ön att ge upp. Naxos blir därmed tributskyldig medlem av förbundet, men detta ogillas av övriga grekiska stadsstater.
- Themistokles tar sig, efter att ha förvisats från Aten, över Egeiska havet till Magnesia, en jonisk stad under persiskt styre.

## Födda
- Aspasia från Miletos, älskarinna till Perikles från Aten (död 406 f.Kr.) (född omkring detta år).

## Avlidna
- Zhou Yuan Wang, kung av den kinesiska Zhoudynastin
- Leotychidas, kung av Sparta (född 545 f.Kr.)
- Simonides från Keos, grekisk lyriker och poet